# Okresy v Polsku

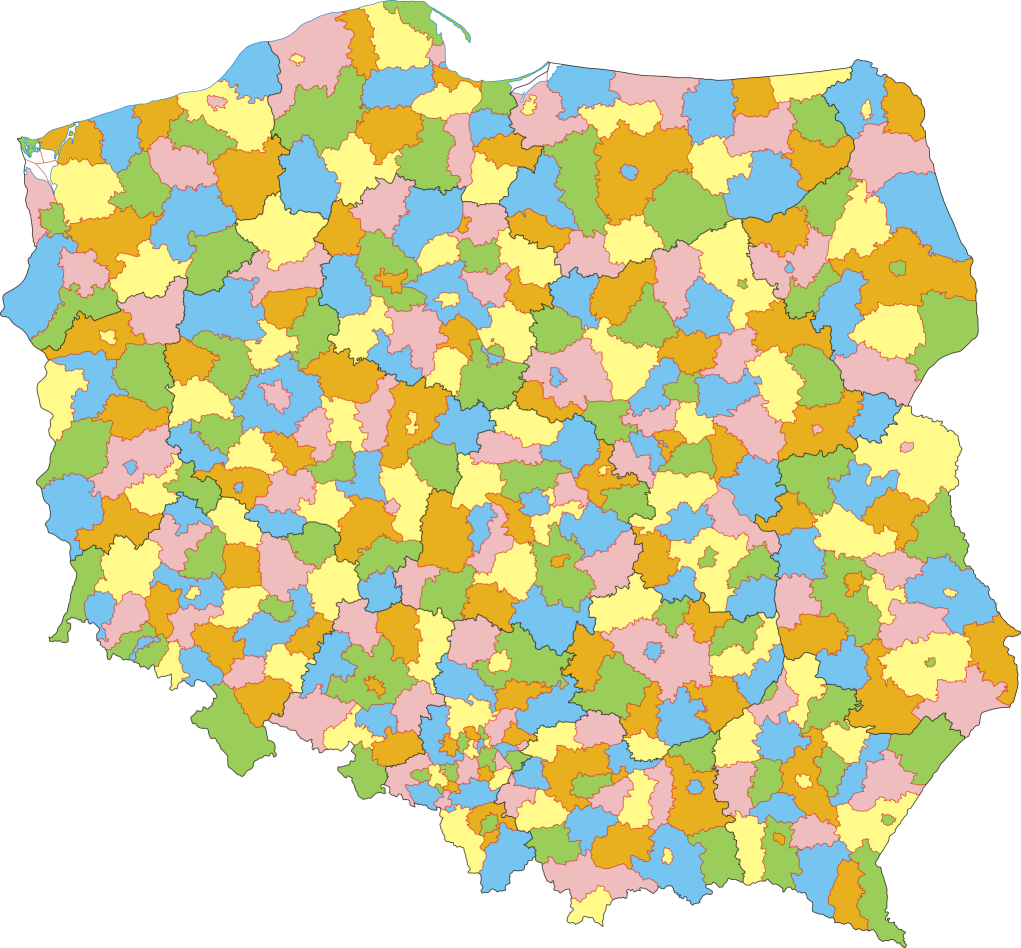
Polské okresy

Okres (pověta, polsky powiat) je administrativní jednotka v Polsku, kterou lze hierarchicky zařadit mezi vojvodství a gminu (obec).
V Polsku je v současnosti 380 okresů, z toho 66 městských.

## Seznam okresů v Polsku
| Vojvodství                    | Městské okresy | Zemské okresy |
| ----------------------------- | --- | --- |
| Dolnoslezské vojvodství       | Vratislav • Jelení Hora • Lehnice • Valbřich | Bolesławiec • Dzierżoniów • Góra • Hlohov • Jawor • Kamienna Góra • Kladsko • Krkonoše • Lehnice • Lubáň • Lubin • Lwówek Śląski • Milicz • Oława • Olešnice • Polkowice • Slezská Středa • Strzelin • Svídnice • Trzebnica • Valbřich • Vratislav • Wołów • Ząbkowice Śląskie • Zgorzelec • Złotoryja |
| Kujavsko-pomořské vojvodství  | Bydhošť • Toruň • Grudziądz • Włocławek | Aleksandrów • Brodnica • Bydhošť • Chełmno • Golub-Dobrzyń • Grudziądz • Inowrocław • Lipno • Mogilno • Nakło • Radziejów • Rypin • Sępólno • Świecie • Toruň • Tuchola • Wąbrzeźno • Włocławek • Żnin |
| Lodžské vojvodství            | Lodž • Piotrków Trybunalski • Skierniewice | Bełchatów • Brzeziny • Kutno • Łask • Łęczyca • Lodž východ • Łowicz • Opoczno • Pabianice • Pajęczno • Piotrków • Poddębice • Radomsko • Rawa • Sieradz • Skierniewice • Tomaszów Mazowiecki • Wieluń • Wieruszów • Zduńska Wola • Zgierz |
| Lublinské vojvodství          | Biała Podlaska • Chełm • Lublin • Zamość | Biała Podlaska • Biłgoraj • Chełm • Hrubieszów • Janów Lubelski • Kraśnik • Krasnystaw • Łęczna • Lubartów • Lublin • Łuków • Opole Lubelskie • Parczew • Puławy • Radzyń Podlaski • Ryki • Świdnik • Tomaszów Lubelski • Włodawa • Zamość |
| Lubušské vojvodství           | Gorzów Wielkopolski • Zelená Hora | Gorzów • Krosno Odrzańskie • Międzyrzecz • Nowa Sól • Słubice • Strzelce-Drezdenko • Sulęcin • Świebodzin • Wschowa • Zaháň • Zelená Hora • Żary |
| Malopolské vojvodství         | Krakov • Nowy Sącz • Tarnów | Bochnia • Brzesko • Chrzanów • Dąbrowa • Gorlice • Krakov • Limanowa • Miechów • Myślenice • Nowy Sącz • Nowy Targ • Olkusz • Osvětim • Proszowice • Sucha • Tarnów • Tatry • Wadowice • Wieliczka |
| Mazovské vojvodství           | Ostrolenka • Płock • Radom • Siedlce • Varšava | Białobrzegi • Ciechanów • Garwolin • Gostynin • Grodzisk Mazowiecki • Grójec • Kozienice • Legionowo • Lipsko • Łosice • Maków • Mińsk • Mława • Nowy Dwór Mazowiecki • Ostrolenka • Ostrów Mazowiecka • Otwock • Piaseczno • Płock • Płońsk • Pruszków • Przasnysz • Przysucha • Pułtusk • Radom • Siedlce • Sierpc • Sochaczew • Sokołów • Szydłowiec • Varšava západ • Węgrów • Wołomin • Wyszków • Żuromin • Zwoleń • Żyrardów |
| Opolské vojvodství            | Opolí | Brzeg • Hlubčice • Kandřín-Kozlí • Kluczbork • Krapkowice • Namysłów • Nisa • Olesno • Opolí • Prudník • Strzelce |
| Podkarpatské vojvodství       | Krosno • Přemyšl • Řešov • Tarnobřeh | Bieszczady • Brzozów • Dębica • Jarosław • Jasło • Kolbuszowa • Krosno • Łańcut • Lesko • Leżajsk • Lubaczów • Mielec • Nisko • Přemyšl • Převorsk • Ropczyce-Sędziszów • Řešov • Sanok • Stalowa Wola • Strzyżów • Tarnobřeh |
| Podleské vojvodství           | Bělostok • Lomže • Suwałki | Augustov • Bělostok • Bielsk • Grajewo • Hajnówka • Kolno • Lomže • Mońki • Sejny • Siemiatycze • Sokůlka • Suwałki • Wysokie Mazowieckie • Zambrów |
| Pomořské vojvodství           | Gdaňsk • Gdyně • Słupsk • Sopoty | Bytów • Chojnice • Człuchów • Gdaňsk • Kartuzy • Kościerzyna • Kwidzyn • Lębork • Malbork • Nowy Dwór Gdański • Puck • Słupsk • Starogard • Sztum • Tczew • Wejherowo |
| Slezské vojvodství            | Bílsko-Bělá • Bytom • Chořov • Čenstochová • Dąbrowa Górnicza • Hlivice • Jastrzębie-Zdrój • Jaworzno • Katovice • Myslovice • Piekary Śląskie • Ruda Śląska • Rybnik • Siemianowice Śląskie • Sosnovec • Świętochłowice • Tychy • Zabrze • Żory | Będzin • Bílsko-Bělá • Beruň-Lędziny • Čenstochová • Hlivice • Kłobuck • Lubliniec • Mikulov • Myszków • Pština • Ratiboř • Rybnik • Tarnovské Hory • Těšín • Vladislav • Zawiercie • Żywiec |
| Svatokřížské vojvodství       | Kielce | Busko • Jędrzejów • Kazimierza • Kielce • Końskie • Opatów • Ostrowiec • Pińczów • Sandoměř • Skarżysko • Starachowice • Staszów • Włoszczowa |
| Varmijsko-mazurské vojvodství | Olštýn • Elbląg | Bartoszyce • Braniewo • Działdowo • Elbląg • Ełk • Giżycko • Gołdap • Iława • Kętrzyn • Lidzbark • Mrągowo • Nidzica • Nowe Miasto • Olecko • Olštýn • Ostróda • Pisz • Szczytno • Węgorzewo |
| Velkopolské vojvodství        | Poznaň • Kališ • Konin • Lešno | Czarnków-Trzcianka • Gostyń • Grodzisk Wielkopolski • Hnězdno • Chodzież • Jarocin • Kališ • Kępno • Koło • Konin • Kościan • Krotoszyn • Lešno • Międzychód • Nowy Tomyśl • Oborniki • Ostrów Wielkopolski • Ostrzeszów • Piła • Pleszew • Poznaň • Rawicz • Słupca • Śrem • Środa Wielkopolska • Šamotuly • Turek • Wągrowiec • Wolsztyn • Września • Złotów                                                                     |
| Západopomořanské vojvodství   | Štětín • Koszalin • Svinoústí | Białogard • Choszczno • Drawsko • Goleniów • Gryfice • Gryfino • Kamień • Kolobřeh • Koszalin • Łobez • Myślibórz • Police • Pyrzyce • Sławno • Stargard • Świdwin • Szczecinek • Wałcz |